# Överkiminge
Överkiminge eller Ylikiiminki (finska: Ylikiiminki) var en kommun i landskapet Norra Österbotten i Uleåborgs län. Sedan 1 januari 2009 ingår den i Uleåborgs stad. Överkiminge kommun hade 3 512 invånare (31 december 2008) och en yta på 1063,9 km² (1 januari 2008). Kommunen var enspråkigt finsk.
1903 överfördes ett område med 260 personer från Muhos till Överkiminge.

## Politik

### Mandatfördelning i Överkiminge kommun, valen 1976–2004
| 4 | 2 | 13 | 1 | 1 |

| 4 | 3 | 13 | 1 |

| 2 | 1 | 5 | 12 | 1 |

| 3 | 1 | 3 | 13 | 1 |

| 3 | 1 | 3 | 13 | 1 |

| 2 | 1 | 3 | 14 | 1 |

| 1 | 2 | 2 | 15 | 1 |

| 1 | 2 | 3 | 13 | 2 |

| 15 | 6 |

## Befolkningsutveckling
| Befolkningsutvecklingen i Överkiminge kommun 1880–2005 | Befolkningsutvecklingen i Överkiminge kommun 1880–2005 | Befolkningsutvecklingen i Överkiminge kommun 1880–2005 | Befolkningsutvecklingen i Överkiminge kommun 1880–2005 | Befolkningsutvecklingen i Överkiminge kommun 1880–2005 |
| --- | ------------------------------------------------------ | ------------------------------------------------------ | ------------------------------------------------------ | ------------------------------------------------------ |
| |                                                        |                                                        |                                                        |                                                        |
| År |                                                        |                                                        | Folkmängd                                              |                                                        |
| 1880 | 1880                                                   |                                                        | 1 718                                                  |                                                        |
| 1890 | 1890                                                   |                                                        | 2 055                                                  |                                                        |
| 1900 | 1900                                                   |                                                        | 2 308                                                  |                                                        |
| 1910 | 1910                                                   |                                                        | 2 768                                                  |                                                        |
| 1920 | 1920                                                   |                                                        | 2 847                                                  |                                                        |
| 1930 | 1930                                                   |                                                        | 3 182                                                  |                                                        |
| 1940 | 1940                                                   |                                                        | 3 366                                                  |                                                        |
| 1950 | 1950                                                   |                                                        | 3 649                                                  |                                                        |
| 1960 | 1960                                                   |                                                        | 4 001                                                  |                                                        |
| 1970 | 1970                                                   |                                                        | 3 366                                                  |                                                        |
| 1975 | 1975                                                   |                                                        | 3 006                                                  |                                                        |
| 1980 | 1980                                                   |                                                        | 2 926                                                  |                                                        |
| 1985 | 1985                                                   |                                                        | 3 121                                                  |                                                        |
| 1990 | 1990                                                   |                                                        | 3 341                                                  |                                                        |
| 1995 | 1995                                                   |                                                        | 3 429                                                  |                                                        |
| 2000 | 2000                                                   |                                                        | 3 310                                                  |                                                        |
| 2005 | 2005                                                   |                                                        | 3 359                                                  |                                                        |
| Anm: För tidsserien 1880-1975 avser uppgifterna befolkningen den 31 december nämnda år enligt områdesindelningen den 1 januari året efter. För åren 1980-1995 och 2005 avser uppgifterna befolkningen den 31 december enligt områdesindelningen samma datum. För året 2000 avser uppgifterna befolkningen den 31 december enligt områdesindelningen den 1 januari året efter. |                                                        |                                                        |                                                        |                                                        |